# Margarine Unie
Det nederländska företaget Margarine Unie (engelska Margarine Union Limited) bildades 1927 i Rotterdam genom samgåendet mellan margarintillverkarna Antoon Jurgens, Van den Berghs, Centra och Schicht med Antonius Johannes Jurgens och Samuel van den Bergh som dominerande parter.
Företaget bedrev verksamhet fram till 1930 då Margarine Unie tillsammans med brittiska Lever Brothers bildade multinationella Unilever. 1908 hade Antoon Jurgens och Van den Berghs, båda i nederländska staden Oss, börjat att samarbeta.